# Ptochophyle tigrina
Ptochophyle tigrina är en fjärilsart som beskrevs av Edward Meyrick 1897. Ptochophyle tigrina ingår i släktet Ptochophyle och familjen mätare. Inga underarter finns listade.